# Louis Lowy
Louis Lowy (* 1920 in München; † 22. Mai 1991 in Boston; Geburtsname Löwy) war ein deutsch-US-amerikanischer Sozialarbeiter, Sozialwissenschaftler und Hochschullehrer. Er widmete sich besonders den Themen Soziale Gruppenarbeit, Altenbildung und der angewandten Sozialen Arbeit im deutschsprachigen Raum. Unter seiner Mitarbeit war es im amerikanischen Raum gelungen, Social Work (Sozialarbeit, Sozialpädagogik) erfolgreich im Wissenschaftsbetrieb zu etablieren.

## Leben
Geboren in München als einziges Kind von Max Löwy und Thekla Anna Löwy (geborene Bolz) wuchs er „in einer konservativ-liberalen und mitteleuropäisch orientierten Familie“ auf.
1933 versuchte er die Emigration der Familie nach England in die Wege zu leiten. Die Einwanderung wurde wegen eines Asthmaleidens seines Vaters abgelehnt. Daraufhin erfolgte die Auswanderung nach Prag – wegen der Herkunft des Großvaters war der Erwerb der tschechoslowakischen Staatsangehörigkeit möglich. Nach der Matura absolvierte er eine Lehrerausbildung, wurde Lehrer an einer Mittelschule und studierte daneben an der damals noch deutschsprachigen Karls-Universität Erziehungswissenschaft. Zusammen mit seinem Vater wurde er 1941 ins Ghetto Theresienstadt eingeliefert; die nicht jüdischstämmige Mutter begleitete sie. Dort engagierte sich Lowy pädagogisch, hielt Vorträge zu Erziehungsfragen und leitete heimlich Kindergruppen. Seine Mutter starb 1942 im KZ Theresienstadt. Er lernte dort Ditta Jedlinski, seine spätere Frau, kennen. 1944 wurden Louis und wenig später seine Verlobte ins KZ Auschwitz gebracht. Kurz vor dessen Befreiung floh Lowy mit einer Gruppe junger Menschen in Richtung Westen. Er kehrte über Budapest, Bratislava und Prag nach Theresienstadt zurück und erfuhr dort, dass sein Vater auf dem letzten Transport nach Auschwitz gestorben war.
Lowy war vor dem Hintergrund seiner Sprachkenntnisse als „Welfare Worker“ in Deggendorf in einem Displaced Persons Camp der United Nations Relief and Rehabilitation Administration (UNRRA) tätig. Diese Organisation beriet Holocaustüberlebende bei ihrer Eingliederung in Europa oder ihrer Übersiedlung in andere Kontinente. Lowy besuchte Prag und wanderte später zusammen mit seiner Frau Ditta nach Boston aus, wo Verwandte seiner Frau lebten.
Dort studierte er Sozialarbeit und arbeitete in unterschiedlichen Projekten mit Kindern, Jugendlichen, Erwachsenen, später auch mit älteren Menschen. Er promovierte 1955 an der Harvard-Universität und wurde Professor an der „Boston School of Social work“ der Boston University.
Ab 1964 besuchte er regelmäßig Kollegen in Deutschland und unterrichtete auch an der katholischen Akademie für Jugendfragen in Münster.
Nach seiner Emeritierung in Boston wurde Lowy von Teresa Bock – der langjährigen Vizepräsidentin des Deutschen Caritasverbandes und Vorsitzenden – jetzt Ehrenmitglied – des Deutschen Vereins, sowie Gründungsrektorin der KFHNW (seit 2008 Katholische Hochschule Nordrhein-Westfalen), zur Mitarbeit gewonnen. Er nahm u. a. in dieser Zusammenarbeit Einfluss in die Entwicklung der Forschung und Lehre in der Sozialen Arbeit und Supervision in Deutschland (Kersting).

## Schwerpunkte seiner Arbeit
- Social Group Work
- Etablierung der Systemtheorie als Leittheorie von social work
- Entwicklung eines Modells von externer Supervision (mit Auswirkungen auf die Entwicklung der Supervision in Deutschland),
- Mitarbeit bei der Reform der Studien für Soziale Arbeit beim Übergang von der „Höheren Fachschule“ zur „Fachhochschule“ und der Entwicklung von Lehrplänen
- Beteiligung bei der Begründung der Altenarbeit in der deutschen Sozialarbeit.
- Vorstellung und Entwicklung eines Konzepts von Sozialarbeitswissenschaft in der Rolle des Hochschullehrers
- Beteiligung bei der Entwicklung des Case Management in den 80er Jahren

## Werke (Auswahl)
- Adult education and group work. 1955.
- mit Saul Bernstein (Hrsg.): Untersuchungen zur sozialen Gruppenarbeit. 1. Auflage. Freiburg/Br. 1969. (1975, ISBN 3-7841-0094-5)
- mit Leonard M. Bloksberg, Herbert J. Walberg: Integrative learning and teaching in schools of social work; a study of organizational development in professional education. Assoc. Press, New York 1971, ISBN 0-8096-1830-3.
- mit Nelida A. Ferrari, Betty J. Rank, Sebastian Tine, Der ältere Mensch in der Gruppe. Lebenshilfe durch soziale Gruppenarbeit, Freiburg im Breisgau, Lambertus-Verlag, 1971.
- Die Funktion der Sozialarbeit im Wandel der Gesellschaft. Ein Praxis-Kontinuum. Antonius-Verlag, Solothurn 1973.
- mit Leonard M. Bloksberg und Herbert J. Walberg: Teaching records: integrative learning & teaching project. Council on Social Work Education, New York 1973, OCLC 723873.
- Function of social work in a changing society. A continuum of practice. Charles River Books, Boston 1976, ISBN 0-89182-004-3.
- mit Theresa Bock: Lehrplanentwicklung für Sozialarbeiter und Sozialpädagogen. Lambertus, Freiburg/Br. 1974, ISBN 3-7841-0092-9.
- Supervision: Ein agogischer Lehr- und Lernprozeß. In: Supervision, ein berufsbezogener Lernprozeß. Verlags Haus Schwalbach, Wiesbaden 1977, ISBN 3-920427-20-3, S. 8–19.
- mit Anton Hunziker und Wolfgang Grichting: Allgemeine Lehren der Sozialarbeit. 1979, OCLC 6195934.
- Soziale Arbeit mit älteren Menschen: ein Lehrbuch (Social work with the aging). Ins Deutsche übersetzt von Ulrike Stopfel. Freiburg im Breisgau 1981, ISBN 3-7841-0216-6.
- mit Saul Bernstein (Hrsg.): Untersuchungen zur sozialen Gruppenarbeit in Theorie und Praxis. Ins Deutsche übersetzt von Margarethe Bellebaum und Ernst Nathan. 7. Auflage. Freiburg im Breisgau 1982, ISBN 3-7841-0051-1.